# Foot Ball Club Matera 1976-1977
Questa voce raccoglie le informazioni riguardanti il Foot Ball Club Matera nelle competizioni ufficiali della stagione 1976-1977.

## Rosa
| N. |                   | Ruolo | Calciatore           |
| -- | ----------------- | ----- | -------------------- |
| -  | Italia (bandiera) | P     | Vincenzo Antezza (I) |
| -  | Italia (bandiera) | P     | Adriano Casiraghi    |
| -  | Italia (bandiera) | D     | Angelo Angelino      |
| -  | Italia (bandiera) | D     | Francesco Coppola    |
| -  | Italia (bandiera) | D     | Luigi De Canio       |
| -  | Italia (bandiera) | D     | Leonardo Generoso    |
| -  | Italia (bandiera) | D     | Vito Petruzzelli     |
| -  | Italia (bandiera) | D     | Ettore Sollini       |
| -  | Italia (bandiera) | D     | Mario Zurlini        |
| -  | Italia (bandiera) | C     | Luciano Aprile       |

| N. |                   | Ruolo | Calciatore            |
| -- | ----------------- | ----- | --------------------- |
| -  | Italia (bandiera) | C     | Claudio Gambini       |
| -  | Italia (bandiera) | C     | Ercole Giudice        |
| -  | Italia (bandiera) | C     | Francesco Leonardis   |
| -  | Italia (bandiera) | C     | Paolo Pavese          |
| -  | Italia (bandiera) | C     | Federico Righi        |
| -  | Italia (bandiera) | C     | Michele Sassanelli    |
| -  | Italia (bandiera) | A     | Antonio Antezza (III) |
| -  | Italia (bandiera) | A     | Vito Chimenti         |
| -  | Italia (bandiera) | A     | Walter Chisena        |
| -  | Italia (bandiera) | A     | Giovanni Picat Re     |

## Risultati

### Serie C

#### Girone di andata
| 1ª giornata | Matera | 2 – 0 | Marsala |  |

| 2ª giornata | Cosenza | 2 – 1 | Matera |  |

| 3ª giornata | Sorrento | 1 – 1 | Matera |  |

| 4ª giornata | Matera | 1 – 2 | Crotone |  |

| 5ª giornata | Salernitana | 1 – 0 | Matera |  |

| 6ª giornata | Matera | 2 – 0 | Campobasso |  |

| 7ª giornata | Pro Vasto | 1 – 0 | Matera |  |

| 8ª giornata | Matera | 3 – 0 | Alcamo |  |

| 9ª giornata | Trapani | 0 – 1 | Matera |  |

| 10ª giornata | Matera | 2 – 1 | Brindisi |  |

| 11ª giornata | Turris | 2 – 0 | Matera |  |

| 12ª giornata | Nocerina | 2 – 1 | Matera |  |

| 13ª giornata | Matera | 1 – 1 | Messina |  |

| 14ª giornata | Paganese | 1 – 0 | Matera |  |

| 15ª giornata | Matera | 2 – 2 | Bari |  |

| 16ª giornata | Reggina | 2 – 0 | Matera |  |

| 17ª giornata | Matera | 0 – 0 | Siracusa |  |

| 18ª giornata | Benevento | 3 – 1 | Matera |  |

| 19ª giornata | Matera | 2 – 0 | Barletta |  |

#### Girone di ritorno
| 20ª giornata | Marsala | 1 – 0 | Matera |  |

| 21ª giornata | Matera | 0 – 0 | Cosenza |  |

| 22ª giornata | Matera | 1 – 0 | Sorrento |  |

| 23ª giornata | Crotone | 1 – 0 | Matera |  |

| 24ª giornata | Matera | 1 – 0 | Salernitana |  |

| 25ª giornata | Campobasso | 1 – 0 | Matera |  |

| 26ª giornata | Matera | 0 – 1 | Pro Vasto |  |

| 27ª giornata | Alcamo | 2 – 0 | Matera |  |

| 28ª giornata | Matera | 2 – 1 | Trapani |  |

| 29ª giornata | Brindisi | 0 – 0 | Matera |  |

| 30ª giornata | Matera | 3 – 0 | Turris |  |

| 31ª giornata | Matera | 0 – 0 | Nocerina |  |

| 32ª giornata | Messina | 1 – 2 | Matera |  |

| 33ª giornata | Matera | 2 – 0 | Paganese |  |

| 34ª giornata | Bari | 1 – 0 | Matera |  |

| 35ª giornata | Matera | 1 – 0 | Reggina |  |

| 36ª giornata | Siracusa | 0 – 0 | Matera |  |

| 37ª giornata | Matera | 2 – 0 | Benevento |  |

| 38ª giornata | Barletta | 2 – 0 | Matera |  |

### Coppa Italia Semiprofessionisti

#### Fase eliminatoria a gironi
|  | Matera | 0 – 5 | Brindisi |  |

|  | Matera | 3 – 0 | Monopoli |  |

|  | Brindisi | 3 – 0 | Matera |  |

|  | Monopoli | 0 – 0 | Matera |  |

## Statistiche

### Statistiche di squadra
| Competizione                    | Punti | Totale | Totale | Totale | Totale | Totale | Totale |
| Competizione                    | Punti | G      | V      | N      | P      | Gf     | Gs     |
| ------------------------------- | ----- | ------ | ------ | ------ | ------ | ------ | ------ |
| Serie C                         | 36    | 38     | 14     | 8      | 16     | 34     | 32     |
| Coppa Italia Semiprofessionisti | 3     | 4      | 1      | 1      | 2      | 3      | 8      |

### Statistiche dei giocatori
| Giocatore        | Campionato | Campionato |
| Giocatore        | Pres       | Gol        |
| ---------------- | ---------- | ---------- |
| A. Angelino      | 26         | 0          |
| A. Antezza (III) | 1          | 0          |
| V. Antezza (I)   | 3          |            |
| L. Aprile        | 33         | 3          |
| A. Casiraghi     | 37         |            |
| V. Chimenti      | 32         | 10         |
| W. Chisena       | 19         | 1          |
| F. Coppola       | 1          | 0          |
| L. De Canio      | 37         | 0          |
| C. Gambini       | 34         | 0          |
| L. Generoso      | 31         | 0          |
| E. Giudice       | 1          | 0          |
| F. Leonardis     | 18         | 2          |
| P. Pavese        | 4          | 0          |
| V. Petruzzelli   | 37         | 1          |
| G. Picat Re      | 37         | 11         |
| F. Righi         | 37         | 3          |
| M. Sassanelli    | 29         | 1          |
| E. Sollini       | 2          | 0          |
| M. Zurlini       | 33         | 1          |